# Prudencij
Prudencij (Avrelij Prudencij Klemens; latinsko Aurelius Prudentius Clemens), rimski krščanski pesnik, * po 348, verjetno v Saragossi (danes Španija), živel večinoma v severovzhodni Španiji (Hispanija), † po 405.

## Življenje
Prudencij je bil človek literature, pesnik, zvest Rimljan, strog kristjan in državni nameščenec, preden ga je cesar Teodozij I. poklical k sebi na dvor. Dosegel je spravo med staro pogansko kulturo in novejšo krščansko vero ter na rimske dosežke v zgodovini gledal kot na pripravo na prihod Jezusa Kristusa in zmago duhovnega kraljestva. 
Prehodil je vse državne službe, potem pa se je proti koncu svojega življenja umaknil iz javnosti ter se odločil služiti le še Bogu in poeziji. Držal se je strogega posta. Sam je pripravil izbor svojih del in za vsako pesniško delo napisal Uvod: kaj, zakaj in kako je nastalo.
Kljub temu, da je napadal heretike, je v svoji poeziji rad prikazoval pozitivne nauke krščanstva. Bil je pravi klasik, pesniško najbolj dovršen, uporabljal je vse zapletene lirične oblike. 
Pri delu so ga navdihovali krščanski avtorji kot sta Tertulijan in sv. Ambrozij, kot tudi Biblija in razna dejanja mučencev. Njegovi himni Divinum Mysterium in O sola magnarum urbium (obe iz zbirke Cathemerinon), sta še danes v uporabi v bogoslužju. Njegovo najbolj vplivno delo pa je alegorična zbirka Psychomachia, ki je postala navdih za srednjeveško alegorično literaturo.
Zaradi svoje vzvišenosti Prudencij nima naslednikov.

## Dela
- Liber Cathaemerinon: zbirka 12 pesmi; liturgični navdih (molitve za ves/vsak dan). Gre skozi zgodovino odrešenja. Polovica jih je vezana na dan, polovica pa na dneve v letu.
- Liber Peristephanon: venci, 14 dolgih in občutenih himn. Pesniški življenjepisi mučencev.
- Psychomachia: duhovni boj, boj med krepostmi in grehotami. Začetnika sta Abraham in Lot.
- Libri Contra Symmachum: 20 let po kontroverzi med poganskim senatorjem Simahom in Ambrozijem glede kipa Zmage v senatski zbornici – veličina Rima ni v poganstvu, pač pa v vrlinah.
- Apotheosis: gre za nasprotovanje heretikom, ki zavračajo Sv. Trojico in božanstvo Jezusa.
- Hamartigenia (Izvirni greh): napada gnostični dualizem in njegove pristaše.
- Dittochaeon (Dvojna zaveza): vsebuje 49 štirivrstičnih kitic, ki predstavljajo prizore iz Biblije in so bile kot napisi pod freskami upodobljeni na stenah v neki rimski baziliki.